# Woody Shaw

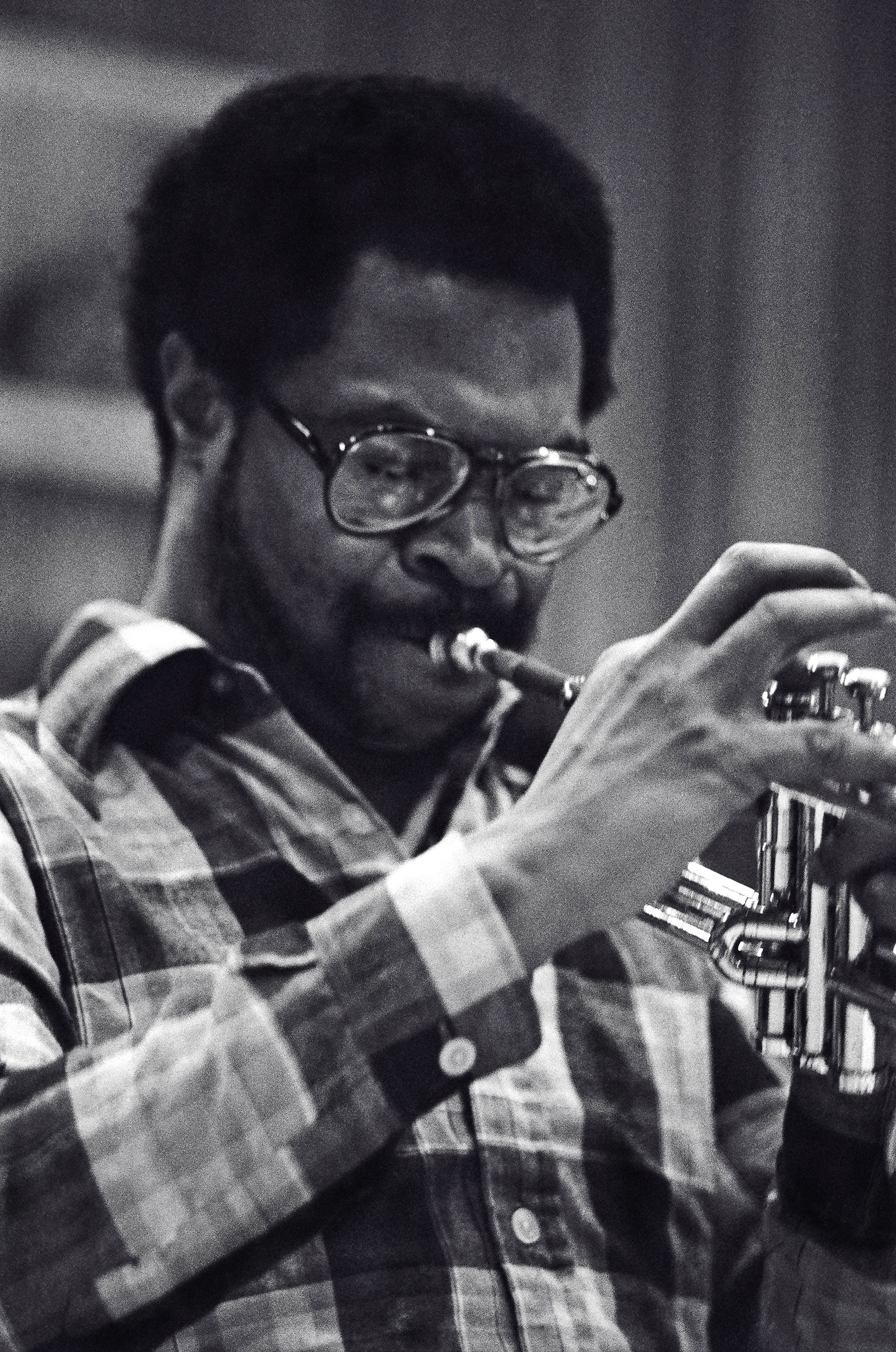
Woody Shaw

Woody Shaw, eigentlich Woody Brown, Jr. (* 24. Dezember 1944 in Laurinburg, North Carolina; † 10. Mai 1989 in New York City, New York) war ein US-amerikanischer Jazztrompeter.

## Leben und Wirken
Shaw, Sohn des Gospel-Sängers Woody Brown, Sr., wuchs in Newark, New Jersey auf, wo er im Alter von elf Jahren an der Arts High School Trompete und Musiktheorie bei Jerome Ziering zu studieren begann. Stark beeindruckt war er zu dieser Zeit von dem Trompeter Clifford Brown, dessen Spiel er erlebt hatte. Weiter waren für ihn Dizzy Gillespie, Fats Navarro, Miles Davis, Kenny Dorham und Lee Morgan von Bedeutung. Im Alter von sechzehn Jahren verließ er die High School.
1963 arbeitete er – gemeinsam mit Chick Corea – mit Willie Bobo und mit Eric Dolphy. Dolphy lud ihn für das Folgejahr zu einer Reise nach Paris ein, starb aber kurz vor dem Termin. Shaw trat die Reise allein an und trat in Paris und in Deutschland mit Kenny Clarke, Bud Powell, Johnny Griffin, Art Taylor und Nathan Davis auf.
1965 bis 1966 war er Mitglied von Horace Silvers Quintett, in den Folgejahren spielte er Aufnahmen mit Chick Corea, Jackie McLean (Demon’s Dance  1967), Booker Ervin, McCoy Tyner und Andrew Hill ein. 1968–1969 arbeitete er mit Max Roach. Nach der Zusammenarbeit mit Pharoah Sanders, Hank Mobley, Gary Bartz, Archie Shepp, Roy Brooks (Understanding) und Joe Henderson hatte er zwischen 1971 und 1973 ein Engagement bei Art Blakey und den Jazz Messengers, mit denen er drei Alben einspielte. 1972 und 1978 spielte Shaw in The George Gruntz Concert Jazz Band.
Danach ging er nach San Francisco, wo er mit Bobby Hutcherson eine Band leitete und zwei Alben einspielte. 1975 kehrte er nach New York zurück, wo er im Louis Hayes-Junior Cook Quintett spielte; 1976 wirkte er bei Harry Whitakers Debütalbum Black Renaissance und  Dexter Gordons Homecoming: Live at the Village Vanguard mit. Seit 1978 erschienen bei Columbia Records einige seiner wichtigsten Alben. Er arbeitete in der Zeit mit Carter Jefferson, Onaje Allan Gumbs, Stafford James und Victor Lewis zusammen; von 1980 bis 1983 waren Mulgrew Miller, Steve Turré, Stafford James und Tony Reedus Mitglieder seines Quintetts. 1986 formierte er ein neues Quintett, dem u. a. Larry Willis, David Williams und Terri Lyne Carrington angehörten.
Daneben arbeitete er mit Kenny Garrett, Freddie Hubbard, Mal Waldron, Tone Janša und Dexter Gordon und unternahm Tourneen durch Ägypten, Indien und den Mittleren Osten.
Seine letzten Jahre waren von Krankheit überschattet. Bei einem U-Bahn-Unfall verlor er einen Arm, zehn Wochen später starb er an Nierenversagen.
2012 gründete der in Wien lebende deutsche Posaunist Johannes Herrlich das "Woody Shaw Project", um zusammen mit Daniel Nösig tp, Oliver Kent p, Joe Abentung b und Mario Gonzi dm bei Konzerten im Wiener Jazzland das aktuelle Jazz-Publikum an den stilbildenden Instrumentalisten und Komponisten zu erinnern.

## Diskographische Hinweise
- Song of Songs (OJC, 1972) mit Bennie Maupin, George Cables
- The Moontrane (Muse, 1974) mit Azar Lawrence, Cecil McBee, Buster Williams
- Solid (Camden, 1974–87) mit Kenny Garrett, Kenny Barron, Kirk Lightsey, Peter Leitch
- Rosewood (Columbia, 1977) mit Steve Turre, Joe Henderson, Victor Lewis
- Lotus Flower (Enja, 1982) mit Steve Turre, Mulgrew Miller, Tony Reedus
- Live in Bremen 1983 (ed. 2018)
- At Onkel Pö’s Carnegie Hall/Hamburg ’82 (Jazzline, ed. 2017), mit Steve Turre, Mulgrew Miller, Stafford James, Tony Reedus
- Night Music (Elektra, 1983) mit Steve Turre, Mulgrew Miller, Stafford James, Tony Reedus; Guest Artist: Bobby Hutchersen
- Bemsha Swing Live (Blue Note Records, 1986) mit Geri Allen, Robert Hurst
- Basel 1980 (ed. 2019)

## Sammlung
- The Complete CBS Studio Recordings of Woody Shaw – (1977–1981) − (Mosaic 1992) − 4 LPs oder 3 CDs mit Joe Henderson, Frank Wess, Carter Jefferson, Steve Turre, Onaje Allan Gumbs, Clint Houston, Victor Lewis, Charles Sullivan, James Spaulding, Curtis Fuller, Buster Williams, George Cables, Gary Bartz, Larry Willis, Stafford James, Mulgrew Miller, Tony Reedus